# 吲哚美辛
吲哚美辛是一种非甾体抗炎药（NSAID），可消炎止痛、治疗发热和缓解身体僵硬，作用机理是减少前列腺素的合成，减轻炎性反应。吲哚美辛商品名众多，英文商品名包括Indocin、Indocid、Indochron E-R和Indocin-SR，中文商品名为消炎痛。

## 历史
吲哚美辛於1963年由默克大藥廠（Merck & Co., Inc.）研发推出，1965年經美国食品药品监督管理局允许銷入美国市场。1971年，約翰·范恩（John Robert Vane，1927年－2004年）解释出其作为非甾体抗炎药是抑制環氧酶（COX）的作用机理。

## 化学性质
吲哚美辛是一种甲基化的吲哚衍生物，与双氯芬酸（Diclofenac）同属NSAID芳香基脂肪酸类。

## 作用机理
吲哚美辛是環氧酶（COX，促进花生四烯酸转化为前列腺素）1和2的非选择性抑制剂。前列腺素是人体中常见的一类激素物质，有多种生理作用，其中部分可导致疼痛、发热和炎症。
前列腺素可使妊娠中的妇女子宫收缩，故使吲哚美辛成為一种有效的抑制分娩药，通过抑制子宫内前列腺素（PG）的合成，也可能是通过阻滞钙通道来减少子宫收缩，从而预防早产。
吲哚美辛还有另外2种具临床重要性的作用机理：
- 可抑制多形核白细胞（粒细胞）的运动，类似秋水仙素的作用。
- 可在软骨和肝脏细胞中的线粒体中解偶联氧化磷酸化作用，类似水杨酸衍生物的作用。

这两种作用机理解释了吲哚美辛止痛和消炎的特性。
吲哚美辛可以穿过胎盤减少胎兒尿液，从而治疗羊水过多症。作用方式是减少肾血流（腎血流量）并增加肾脏血流阻力，可能是通过增强胎兒肾脏抗利尿激素的作用来实现的。

## 临床适应症
吲哚美辛的临床适应症包括：
- 动脉导管未闭[4]（PDA）
- 强直性脊柱炎
- 類風濕性關節炎
- 痛风
- 骨关节炎
- 幼年特发性关节炎
- 银屑病关节炎
- 赖特综合征（Reiter's syndrome）
- 骨派杰氏病（Paget's disease of bone）
- 巴特综合征（Bartter syndrome）
- 用力性头痛
- 假痛风
- 痛经
- 心包炎
- 滑囊炎
- 腱鞘炎
- 肾性尿崩症（前列腺素抑制精氨酸加压素（AVP），导致肾脏集合管对抗利尿激素不起反应）
- 恶性疾病相关的发热和疼痛（肿瘤、骨转移性癌、淋巴肉芽肿病）
- 慢性阵发性半侧颅痛、连续性半侧颅痛、偏頭痛
- 肾绞痛（由肾结石引发）
- 冷球蛋白血症
- 病理性遗精（频繁遗精）

临床上，吲哚美辛也用于预防早產、減少羊水以緩解羊水过多症和治愈动脉导管未闭。
由其为公认PGs合成酶抑制剂，可有效抑制PGs合成关键酶—脂肪酸环加氧酶的活性，使其乙酰化而失活以减少PGs的合成。消炎痛的治疗机理为抑制PGs的合成，达到治疗遗精的目的。另亦可降低体内睾酮的水平，降低性欲及性机能，亦助于对遗精的治疗。由其副作用过大，需慎用。
吲哚美辛药性强烈，并伴有多种严重副作用，因此不应用于缓解轻微的疼痛和发热。本药品的药性强于阿司匹林，但止痛效果并不会更好。轻度到中度疼痛所需的标准口服剂量，药效相当于600毫克阿司匹林。

## 不良反应
由于吲哚美辛抑制COX-1和COX-2，胃和肠脏中用于维持消化系统黏膜的前列腺素也受抑制。因此，吲哚美辛如其他非选择性COX抑制剂一样会导致消化性溃疡，严重时会导致出血及穿孔，部分病人甚至会死于并发症。
为减少罹患消化性溃疡的几率，应遵医嘱在达到治疗效果的最低剂量下使用，通常是50－200毫克/日，且应於饭后服用。同时服用抗消化性溃疡药，如大剂量抗酸剂雷尼替丁（就寝前150毫克）或奥美拉唑（就寝前20毫克）也可防治此病。其他普遍的胃肠并发症，包括消化不良、胃灼热和轻度腹瀉并不算太严重，极少情况下才需要停用吲哚美辛。约10%服药者服用双氯芬酸也可能出现极为类似的症状。
很多NSAID都会抑制Li+从肾脏排出，而吲哚美辛的这种作用尤其明显，这就会提高本药品使用者锂中毒的风险。对于服用锂制剂（如治疗憂鬱症或躁鬱症的药物）的病人，最好服用低毒性的NSAID，如舒林酸（Sulindac）或阿司匹林。
吲哚美辛也会降低血浆肾素活性（PRA）及醛甾酮水平，同时会抑制Na+和K+离子排出，也会增强抗利尿激素的作用，这几种作用会共同导致以下后果：
- 水肿（体液过多引起）
- 高钾血症[5]
- 高钠血症
- 高血壓

药品也会引起血清肌氨酸酐上升和更严重的肾脏损害，如急性肾衰竭、慢性肾炎和腎病症候群，而这些病症的早期症状是水肿和高钾血症。
此外，吲哚美辛常会造成头痛（总用药人数的10－20%），有时伴有眩晕、眼花、听力损失、耳鸣、颈性视力障碍（视网膜感光与否均有可能），以及加重帕金森氏症、癫痫和精神病性障碍的病情。危及生命的休克（症状包括血管性水肿、出汗、重度低血壓、心动过速和急性支气管痉挛）、重型肝炎和重度骨髓损伤也曾出现在医疗报告中。皮肤的光过敏反应也是可能存在的副作用。
吲哚美辛解热作用强，可能会使严重感染的临床病程变得不明确。
由于吲哚美辛有多种严重的副作用，并且现在有耐药性更好的药品可以使用，现在吲哚美辛一般不是治疗的首选药品。目前，吲哚美辛是治疗急性痛风和痛经的公认药物，因为治疗所需延续时间仅为几天，这样就不易产生严重的副作用。

### 毒性及过量服用后果
吲哚美辛对动物和人类都是急性高毒性的，大家鼠致死量为12毫克/千克，小鼠致死量为50毫克/千克，而准确的人类数据还不存在，不过目前已见到有关儿童和青少年的致命病例。
一般来说，过量服用吲哚美辛会引起瞌睡、眼花、重度头痛、精神错乱、感觉异常（Paresthesia）、肢体麻痹、反胃和呕吐，而严重的胃肠出血也有可能发生。脑水肿、心脏骤停（心搏停止）这些致命后果也曾出现在儿童身上。而过量使用局部治疗剂型（如喷雾剂、凝胶）所带来的风险不算太大。

### 禁忌
下列情况禁忌使用吲哚美辛：
- 消化性溃疡及病史患者
- 对吲哚美辛、阿司匹林及其他NSAID过敏者
- 服用其他NSAID产生血管性水肿鼻息肉的患者
- 2岁以下儿童（患有动脉导管未闭的新生儿除外）
- 肝肾功能严重受损者

下列情况慎用吲哚美辛：
- 骨髓损伤者（血细胞数减少）
- 不明原因的出血倾向（抑制血小板聚集）
- 帕金森氏症、癫痫和精神病性障碍（有可能加重病情）

## 长期治疗中的必要检查
病人应进行常规体检以检测水肿和中枢神经系统的副作用症状，而测量血压可以检测出病人血压是否过高。定期的血清电解质（Na+、K+、Cl−）测量、全血细胞计数（CBC）、肝功能评价以及肌氨酸酐测试（肾功能相关）也都是要进行的检查。如果吲哚美辛与血管紧张素转化酶抑制剂（ACEI）或保钾利尿剂（Potassium-sparing diuretic）类药物一同使用，这些检查就更是必不可少的了，这是由于合用这些药物能造成高钾血症甚至严重肾衰竭。不过，如果使用局部应用剂型，如喷雾剂或凝胶等，就无需这些检查了。

## 常用剂型
- 片剂或胶囊25和50毫克
- 栓剂50和100毫克
- 缓释胶囊75毫克
- 糖浆（25毫克/5毫升）
- 肌肉注射，注射用浓度50毫克
- 喷雾剂或凝胶
- 膏药（含占重量0.5%的药物）
- 1%局部溶液